# Skwer Zygmunta Krasińskiego we Wrocławiu

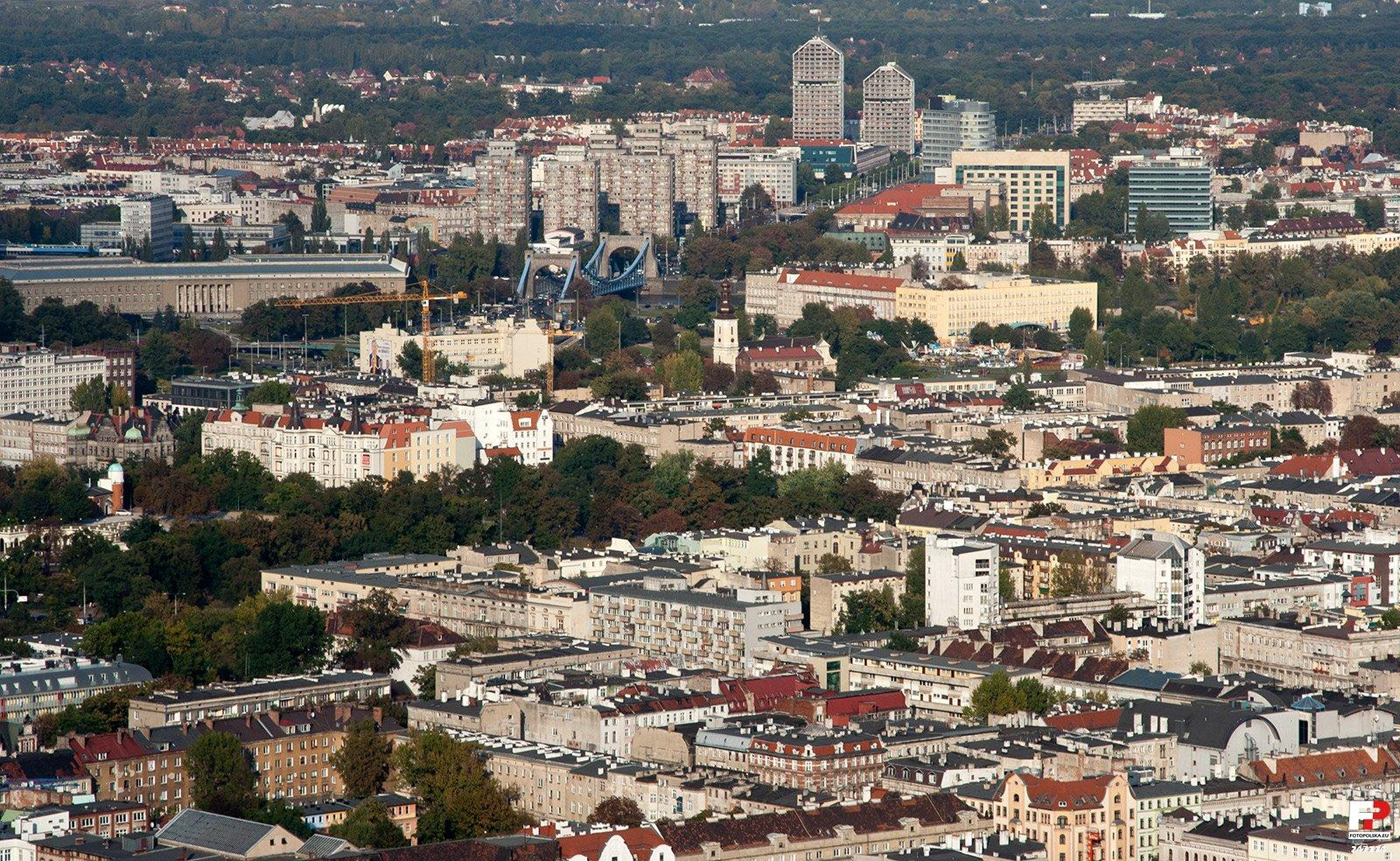
Przedmieście Oławskie, skwer w części centralnej zdjęcia

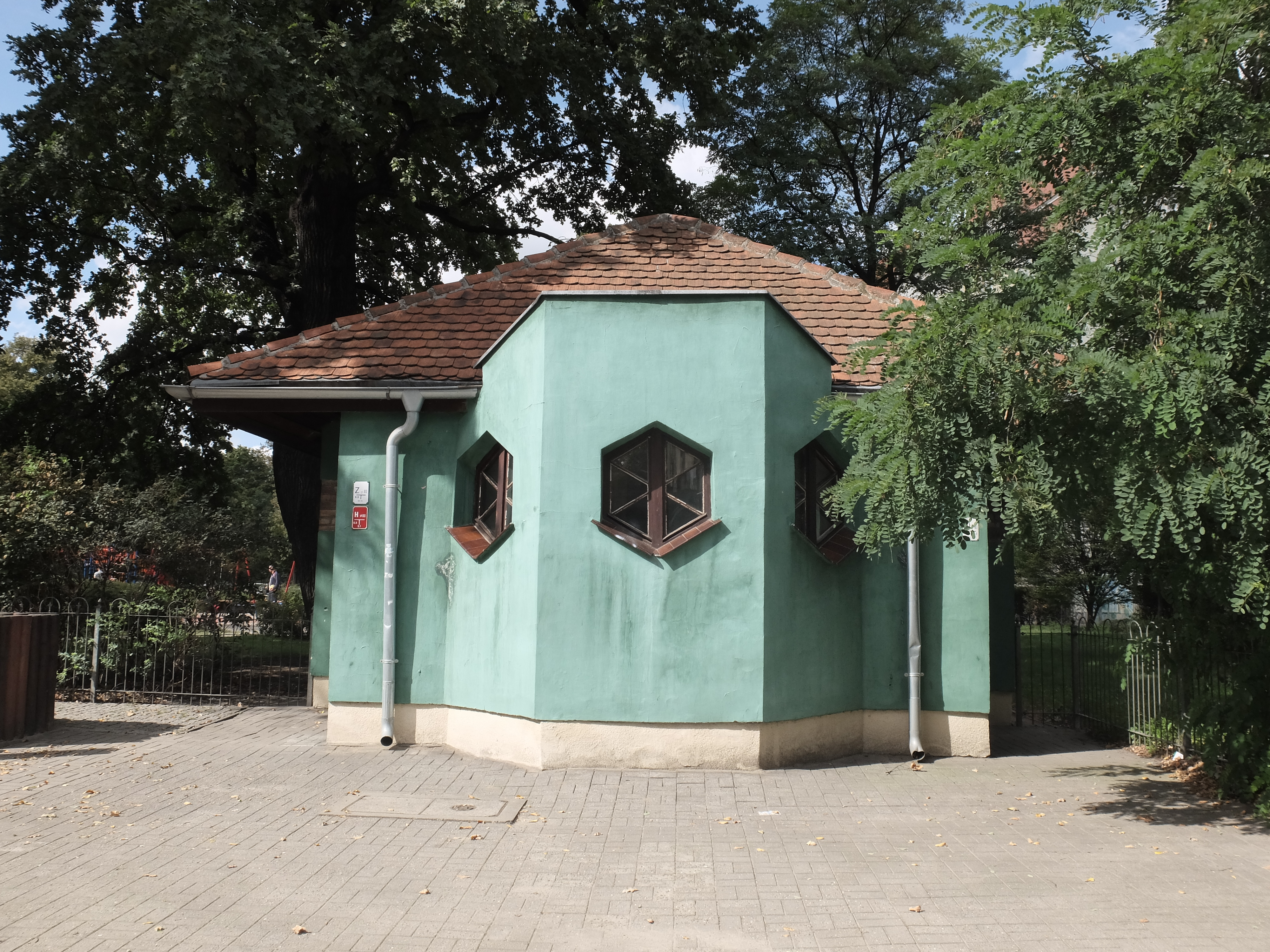
Szalet

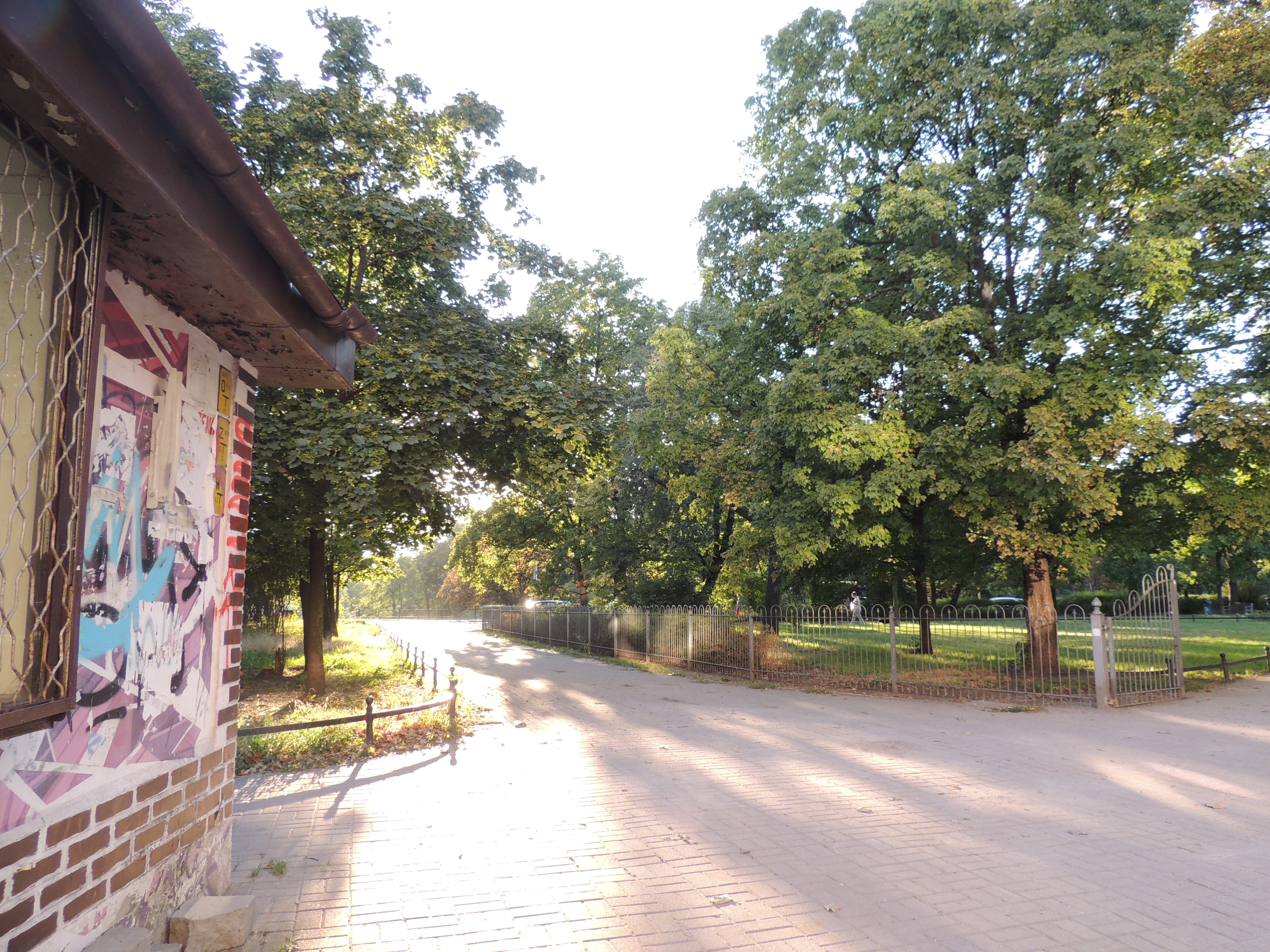
Kiosk, chodnik od ul. Z. Krasińskiego do ul. Podwale

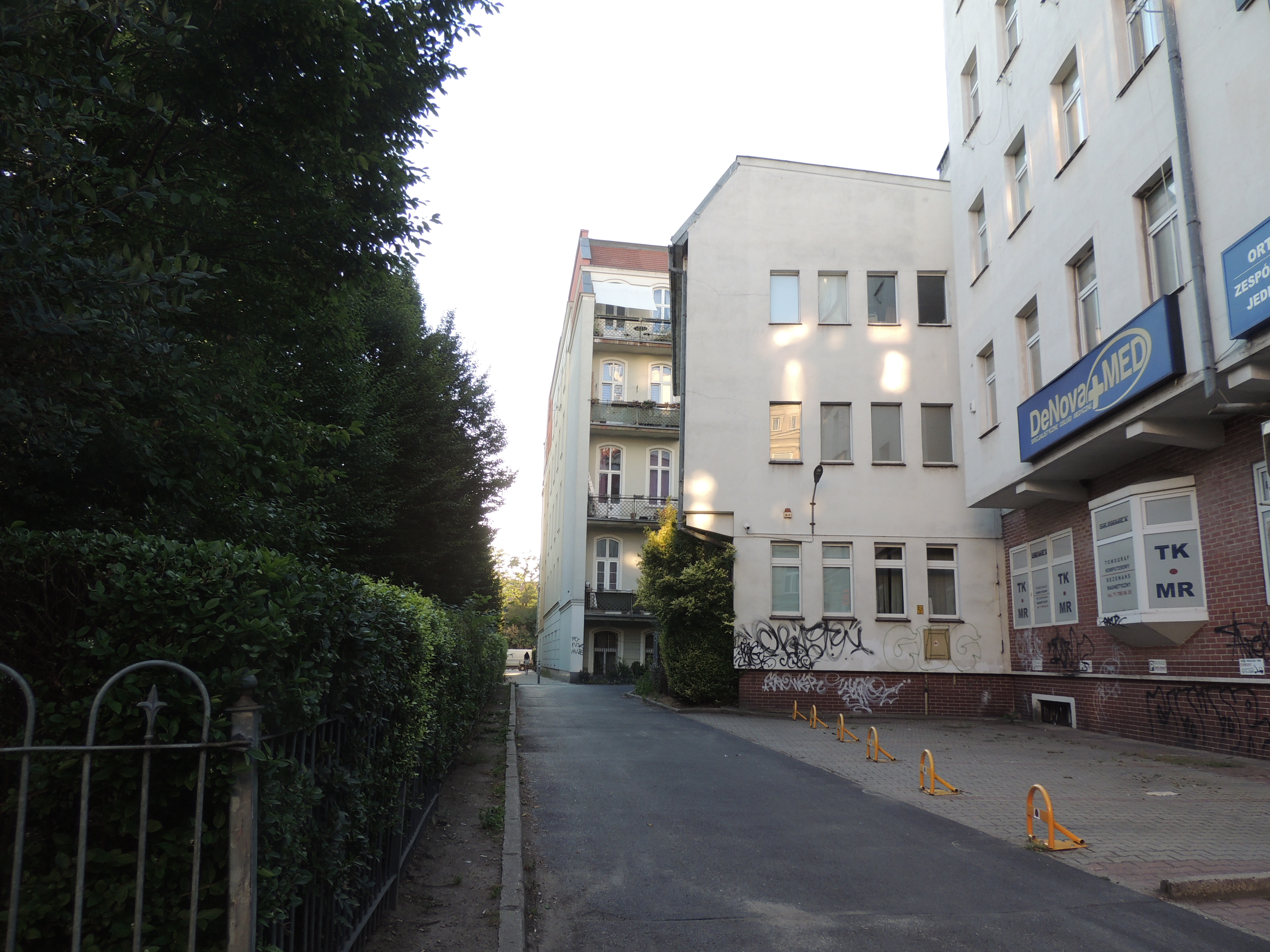
Północna granica skweru, przejście od ul. Z. Krasińskiego do ul. Podwale

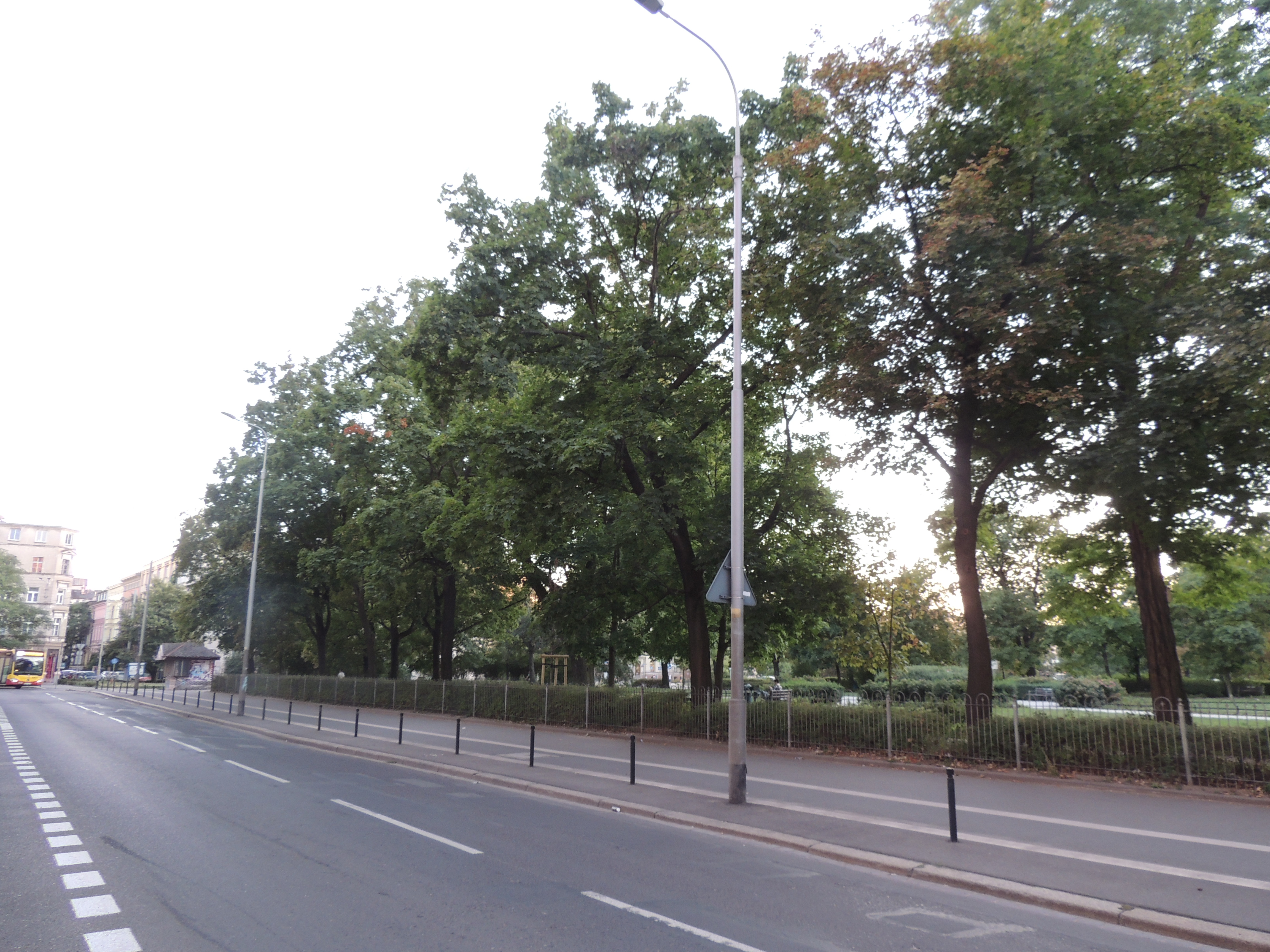
Ul. Z. Krasińskiego, po prawej skwer

Skwer Zygmunta Krasińskiego – skwer położony we Wrocławiu na osiedlu Przedmieście Oławskie. Zlokalizowany jest w obrębie ulic: Podwale, Komuny Paryskiej i Zygmunta Krasińskiego oraz bloku zabudowy śródmiejskiej po północnej jego stronie sięgającego ulicy gen. Romualda Traugutta. Ma powierzchnię 12 721 m². W miejscu dzisiejszego skweru od 1777 r. sukcesywnie zakładano i urządzano cmentarze. Od 1888 r. były one likwidowane, a uwalniane kolejne fragmenty terenu przeznaczano na skwer. W 1892 r. został on urządzony według projektu H. Richtera, a później był kilkukrotnie modernizowany. W 2000 r. przeszedł gruntowną rewaloryzację. Uznaje się go za ważne założenie zieleni w gęsto zabudowanej przestrzeni tej części osiedla. Podlega ochronie w ramach gminnej ewidencji zabytków.

## Historia
Skwer położony jest w obszarze stanowiącym niegdyś przedpole fortyfikacyjne Starego Miasta – Przedmieście Oławskie (Ohlauer Vorstadt). W 1808 r., po likwidacji fortyfikacji w 1807 r., obszar ten został włączony do miasta.
W 1777 r. założono tu pierwszy cmentarz, następnie kolejne. Były to począwszy od północy trzy cmentarze protestanckie: św. Bernardyna (do 1868 r.), św. Krzysztofa (do 1891 r.?), Zbawiciela (do 1867 r.), oraz cmentarz katolicki św. Doroty (czynny w latach 1816–1861). Teren cmentarzy, które stopniowo ulegały likwidacji, od 1888 r. był sukcesywnie przekształcany w skwer z placem zabaw dla dzieci, następnie urządzony w 1892 r. według projektu H. Richtera jako skwer spacerowo-wypoczynkowy z zachowanymi 28 nagrobkami i pocmentarnym starodrzewem. Przed 1945 r. był wielokrotnie modernizowany. Ostatni fragment nekropolii znajdował się jeszcze w 1901 r. przy ulicy Komuny Paryskiej z numerami od 2 do 6.
W 2000 r. skwer przeszedł gruntowną rewaloryzację.

## Nazwy
W swojej historii skwer nosił następujące nazwy:
- Spielplatz[5][6]
- Skwer Zygmunta Krasińskiego[7][8][9].

Współczesna nazwa skweru została nadana uchwałą Rady Miejskiej Wrocławia z 9 października 1993 roku nr LXXI/454/93, przy czym uchwała weszła w życie 1 stycznia 1994 r. Upamiętnia ona Zygmunta Krasińskiego, urodzonego w 19.02.1812 r. w Paryżu, zmarłego w 23.02.1859 r. tamże, poetę, dramaturga, powieściopisarza epoki romantyzmu, epistolografa, autora między innymi Nie-Boskiej komedii oraz Irydiona.
Ulicy ograniczającej skwer od strony wschodniej imię Zygmunta Krasińskiego Zarząd Miejski nadał już 15.11.1945 r. Ponadto 23 października 2021 roku zostały uruchomione nowe przystanki autobusowe, które otrzymały nazwę „skwer Krasińskiego”: przystanek przy ulicy Zygmunta Krasińskiego za skrzyżowaniem z ulicą Komuny Paryskiej oraz przystanek przy ulicy Podwale przed skrzyżowaniem z ulicą Komuny Paryskiej (przy czym określenia „za” i „przed” zgodne są z kierunkiem jazdy wymienionymi ulicami)  .

## Położenie i otoczenie
Skwer Zygmunta Krasińskiego położony jest na osiedlu Przedmieście Oławskie. Jest to obszar zabudowy śródmiejskiej, strefa centralna, gęsto wypełniony tkanką miejską, charakteryzującej się przemieszaniem zabudowy o podstawowej funkcji mieszkaniowej z zabudową także o innym przeznaczeniu, przede wszystkim zabudową mieszkalno-usługową.
Obszar zabudowy, na którym położony jest Skwer Zygmunta Krasińskiego, uznawany jest za teren o zdefiniowanym układzie kompozycyjnym, z liniowymi i kwartałowymi elementami go tworzącymi. W układzie urbanistycznym dominuje ukształtowanie bloków urbanistycznych w postaci kwartałów zabudowy, w ramach których umiejscowiono funkcje reprezentacyjne na zewnątrz kwartału, a funkcje użytkowe do wewnątrz. Dominuje tu pierzejowa, zwarta zabudowa wzdłuż ulic, ale z występującymi zaburzeniami w postaci luk w zabudowie. Wskazuje się ponadto na gęstą sieć uliczną i linii transportu publicznego . Ulica przebiega przez obszar zabudowy średniowysokiej do 25 m, przy czym w ramach tej strefy wyznaczono tu śródmiejski obszar podwyższenia wysokości zabudowy.
Sam skwer bezpośrednio otoczony jest następującymi obiektami:
- po stronie zachodniej: ulica Podwale[29][30], za którą przebiega fosa miejska, a za nią Promenada Staromiejska ze Wzgórzem Partyzantów[31][32][33][34], już na obszarze Starego Miasta[17]
- po stronie południowej: ulica Komuny Paryskiej, za którą znajduje się zabudowa pierzei południowej tej ulicy[35][36], przerwana jedynie ulicą Aleksandra Hercena[37][38]
- po stronie wschodniej: ulica Zygmunta Krasińskiego, za którą znajduje się zabudowa pierzei zachodniej tej ulicy[13][39], przerwana jedynie ulicą Stanisława Worcella[40][41]
- po stronie północnej: blok zabudowy na terenie sięgającym ulicy gen. Romualda Traugutta[42][43].

## Obszar i zagospodarowanie
Skwer położony jest na terenie o polu powierzchni wynoszącym 12 725 m² (wg innego geoportalu: 12 721 m²). Do działki ewidencyjnej obejmujące skwer przypisano numery adresowe ulicy Podwale 71-72.
Skwer współcześnie otoczony jest ażurowym, niskim ogrodzeniem. Teren zieleni jest zadrzewiony. Od wschodu i zachodu posadzone są szpalery drzew, przede wszystkim klonów. W północnej i wschodniej części skweru zachowały się relikty pierwotnych nasadzeń w postaci pojedynczych drzew – dęba i wiązów. Ponadto na skwerze posadzono rośliny ozdobne. Wejścia na teren zieleńca położone są w narożnikach południowych, a także od wschodu, zachodu i północy. Układ ścieżek to geometryczna kompozycja z dwoma centralnymi placami oraz ścieżką obwodową. Ponadto urządzono plac zabaw dla dzieci z trejażem w części północnej ogrodzonego terenu. Kompozycja skweru została tak ukształtowana, aby pozostawać widokowo otwartą na Promenadę Staromiejską i Wzgórze Partyzantów.
Przy skwerze od strony ulicy Zygmunta Krasińskiego znajduje się szalet miejski . Jest to jednokondygnacyjny budynek o powierzchni zabudowy wynoszącej 54 m², usytuowany na tej samej działce co skwer. Przy południowo-wschodnim narożniku skweru znajduje się kiosk o funkcji handlowej i powierzchni 13 m².

## Znaczenie i ochrona
Skwer Zygmunta Krasińskiego jest obszarową formą zieleni wypoczynkowej w gęsto zabudowanej przestrzeni tej części osiedla. Uznaje się go za ważne założenie zieleni w zwartej, śródmiejskiej zabudowie strefy centralnej.
Skwer położony jest na terenie Przedmieścia Oławskiego wpisanego jako obszar do rejestru zabytków dnia 20.06.2005 r. decyzją o wpisie nr 538/A/05. W ramach wskazanego obszaru ochronie podlega przede wszystkim układ przestrzenny kształtowany od XIII do XIX wieku.
Natomiast sam skwer został wpisany do gminnej ewidencji zabytków i podlega w ramach tego wpisu stosownej ochronie. Wpis nosi tytuł „Cmentarze: świętych Bernarda, Krzysztofa, Salwadora i Doroty, obecnie skwer Zygmunta Krasińskiego”.